# Liste der Baudenkmäler in Senden (Westfalen)
Die Liste der Baudenkmäler in Senden (Westfalen) enthält die denkmalgeschützten Bauwerke auf dem Gebiet der Gemeinde Senden (Westfalen) im Kreis Coesfeld in Nordrhein-Westfalen (Stand: Juni 2021). Diese Baudenkmäler sind in der Denkmalliste der Gemeinde Senden (Westfalen) eingetragen; Grundlage für die Aufnahme ist das Denkmalschutzgesetz Nordrhein-Westfalen (DSchG NRW).

| Bild                                     | Bezeichnung                              | Lage                                                | Beschreibung | Bauzeit | Eingetragen seit | Denkmal- nummer |
| ---------------------------------------- | ---------------------------------------- | --------------------------------------------------- | --- | ------- | ---------------- | --------------- |
| weitere Bilder                           | Kath. Pfarrkirche St. Urban              | Ottmarsbocholt Kirchstraße Karte                    | |         |                  | 01-01           |
| weitere Bilder                           | Kath. Pfarrkirche St. Johannes Bapt.     | Venne Karte                                         | |         |                  | 01-02 Wikidata  |
| weitere Bilder                           | Kath. Pfarrkirche St. Laurentius         | Senden Laurentiusplatz Karte                        | |         |                  | 01-03 Wikidata  |
| weitere Bilder                           | Kath. Pfarrkirche St. Johannes           | Bösensell Johannisplatz Karte                       | |         |                  | 01-04           |
| Fachwerkgebäude                          | Fachwerkgebäude                          | Ottmarsbocholt Neustraße 1 Karte                    | |         |                  | 02-01           |
| ehemalige Mühle                          | ehemalige Mühle                          | Ottmarsbocholt An der Windmühle 9 Karte             | |         |                  | 02-02           |
| Fachwerkgebäude                          | Fachwerkgebäude                          | Senden Münsterstraße 40 Karte                       | |         |                  | 02-03           |
| weitere Bilder                           | Schloss Senden                           | Senden Holtrup 3 Karte                              | Denkmalliste Teil a: Schloss, Teil b: Zufahrtsbrücke, Teil d: östl. Nebenbrücke, Teil e: Fachwerkgebäude an der Zufahrt, Teil f: Nepomukstatue, Teil g: Madonnenstatue |         |                  | 02-04           |
| Fachwerkgebäude                          | Fachwerkgebäude                          | Ottmarsbocholt Dorfstraße 24 Karte                  | |         |                  | 02-05           |
| Fachwerkgebäude                          | Fachwerkgebäude                          | Senden Bulderner Straße 21 Karte                    | |         |                  | 02-06           |
| Fachwerkgebäude                          | Fachwerkgebäude                          | Ottmarsbocholt Neustraße 12 Karte                   | |         |                  | 02-07           |
| BW                                       | Fachwerkgebäude                          | Ottmarsbocholt Dorfbauerschaft 32 Karte             | |         |                  | 02-08           |
| Backsteingeb. einschl. Fachwerknebengeb. | Backsteingeb. einschl. Fachwerknebengeb. | Senden Holtrup 1 Karte                              | |         |                  | 02-09           |
| Fachwerkgebäude                          | Fachwerkgebäude                          | Senden Herrenstraße 4 Karte                         | |         |                  | 02-10           |
| Fachwerkgebäude                          | Fachwerkgebäude                          | Bösensell Havixbecker Straße 8 Karte                | |         |                  | 02-11           |
| Außenwand- u. Dachflächen des Pastorats  | Außenwand- u. Dachflächen des Pastorats  | Senden Schulstraße 10 Karte                         | |         |                  | 02-12           |
| weitere Bilder                           | Haus Alvinghof                           | Bösensell Alvingheide 36 Karte                      | Eintrag besteht aus 4 Teilen: Haupthaus (Teil a) und 3 Nebengebäude (Teile b–d)                                                                                        |         |                  | 02-13           |
| BW                                       | Wohnhaus                                 | Senden Münsterstraße 12 Karte                       | Sanierung 2020 |         |                  | 02-14           |
| Brennerei                                | Brennerei                                | Senden Münsterstraße 11 Karte                       | |         |                  | 02-15           |
| weitere Bilder                           | Haus Ruhr mit Nebenanlagen               | Bösensell Brock 12 Karte                            | |         |                  | 02-23           |
| Fachwerkgebäude                          | Fachwerkgebäude                          | Senden Dorfbauerschaft 103 Karte                    | |         |                  | 02-31           |
| Backsteingebäude                         | Backsteingebäude                         | Ottmarsbocholt Kreuzbauerschaft 11 Karte            | |         |                  | 03-01           |
| Fachwerkspeicher                         | Fachwerkspeicher                         | Ottmarsbocholt Oberbauerschaft 17 Karte             | |         |                  | 03-02           |
| Speichergebäude                          | Speichergebäude                          | Senden Gettrup 5 Karte                              | |         |                  | 03-03           |
| BW                                       | Fachwerkspeicher                         | Bösensell Kley 22 Karte                             | |         |                  | 03-04           |
| Fachwerkspeicher „Schulze Bremer“        | Fachwerkspeicher „Schulze Bremer“        | Senden An der Steveraue 38 Karte                    | |         |                  | 03-06           |
| BW                                       | Mäusescheune                             | Senden Gettrup 23 Karte                             | |         |                  | 03-07           |
| BW                                       | Fachwerkspeicher                         | Senden Dorfbauerschaft 116 Karte                    | |         |                  | 03-09           |
| Kapelle                                  | Kapelle                                  | Senden zwischen Schloß und Dortmund-Ems-Kanal Karte | |         |                  | 04-01           |
| Wegekapelle                              | Wegekapelle                              | Bösensell Kley 13 Karte                             | |         |                  | 04-02           |
| Wegekapelle                              | Wegekapelle                              | Ottmarsbocholt Ecke Davertweg/Broholt Karte         | |         |                  | 04-03           |
| Hofkapelle                               | Hofkapelle                               | Senden Gettrup 5 Karte                              | |         |                  | 04-04           |
| BW                                       | Wegekapelle                              | Venne Venne 12 Karte                                | |         |                  | 04-05           |
| BW                                       | Wegekapelle                              | Venne an der L 844 Karte                            | |         |                  | 04-06           |
| Gruftkapelle                             | Gruftkapelle                             | Senden Hiddingseler Straße Karte                    | |         |                  | 04-07           |
| Erbbegräbnis-Kapelle                     | Erbbegräbnis-Kapelle                     | Bösensell Brock 12 Karte                            | |         |                  | 04-10           |
| Hofkapelle                               | Hofkapelle                               | Senden Appelhülsener Straße 24 Karte                | |         |                  | 04-11           |
| Heiligenhäuschen                         | Heiligenhäuschen                         | Ottmarsbocholt Kreuzbauerschaft 22 Karte            | |         |                  | 05-01           |
| BW                                       | Heiligenfigur                            | Venne Venne 27 Karte                                | |         |                  | 05-02           |
| Heiligenfigur                            | Heiligenfigur                            | Ottmarsbocholt Oberbauerschaft 31 Karte             | |         |                  | 05-03           |
| Heiligenhäuschen                         | Heiligenhäuschen                         | Ottmarsbocholt Oberbauerschaft 36 Karte             | |         |                  | 05-04           |
| Heiligenhäuschen                         | Heiligenhäuschen                         | Ottmarsbocholt Dorfbauerschaft 28 Karte             | |         |                  | 05-05           |
| Bildstock                                | Bildstock                                | Bösensell Kley 29 Karte                             | |         |                  | 06-01           |
| Bildstock                                | Bildstock                                | Bösensell Kley 15 Karte                             | |         |                  | 06-02           |
| Bildstock                                | Bildstock                                | Bösensell Brock 12 Karte                            | |         |                  | 06-03           |
| Bildstock                                | Bildstock                                | Ottmarsbocholt Venner Straße 16 Karte               | |         |                  | 06-04           |
| BW                                       | Bildstock                                | Senden Holtrup 20 Karte                             | |         |                  | 06-05           |
| BW                                       | Bildstock                                | Ottmarsbocholt Davertweg 37 Karte                   | Der Bildstock wurde schon vor längerer Zeit entfernt, wird aber bislang noch irrtümlich in der Denkmalkartei geführt.                                                  |         |                  | 06-06           |
| Sandsteinbildstock                       | Sandsteinbildstock                       | Bösensell Alvingheide 32 Karte                      | |         |                  | 06-07           |
| Grabmal (Prof. W. Haverkamp)             | Grabmal (Prof. W. Haverkamp)             | Senden Laurentiusfriedhof Karte                     | |         |                  | 06-08           |
| BW                                       | Sandsteinbildstock                       | Bösensell Weseler Straße 4 Karte                    | |         |                  | 06-09           |
| BW                                       | Bildstock                                | Senden Bredenbeck 5 Karte                           | |         |                  | 06-10           |
| BW                                       | Bildstock                                | Senden Hiddingseler Straße Karte                    | |         |                  | 06-12           |
| Kreuzigungsgruppe                        | Kreuzigungsgruppe                        | Bösensell Johannisplatz 5 Karte                     | |         |                  | 07-01           |
| Kruzifix                                 | Kruzifix                                 | Ottmarsbocholt Kreuzbauerschaft 24 Karte            | |         |                  | 07-02           |
| Kriegerdenkmal                           | Kriegerdenkmal                           | Senden Ecke W.-Haverk.-Str. / Münsterstr. Karte     | |         |                  | 08-01           |
| BW                                       | Plastik „Reitende Amazone“               | Senden Münsterstraße 40 Karte                       | |         |                  | 08-02           |
| Düker-Überführungsbauwerk DEK            | Düker-Überführungsbauwerk DEK            | Senden Gettrup Karte                                | |         |                  | 10-01           |

Hinweis: Die Nummerierung der Baudenkmäler in Senden folgt der Systematik:
- 01 Kirchen
- 02 Wohn- und Wirtschaftsgebäude
- 03 Lager- und Stallgebäude, Speicher
- 04 Kapellen
- 05 Heiligenhäuschen, Heiligenfiguren
- 06 Bildstöcke
- 07 Wegekreuze
- 08 Sonstige Baudenkmäler
- 09 Bodendenkmäler
- 10 Düker

Innerhalb der Untergruppen erfolgt eine fortlaufende Nummerierung. Bodendenkmäler wurden nicht übernommen, siehe dazu Liste der Bodendenkmäler in Senden (Westfalen).